# Vera Michurina-Samoilova
Vera Michurina-Samoilova (San Petersburgo, Rusia, 1866-1948) fue una actriz rusa, condecorada como Artista del pueblo de la URSS.
Debutó a los diecinueve años en 1886 en el teatro Alexandrinsky de su ciudad natal. Tuvo gran éxito en la obra Luz sin calor de Alexander Ostrovsky y Nikolai Solovyov, y en Un mes en el campo de Ivan Turgenev. 